# Upper Red Lake (Minnesota)
Upper Red Lake es un territorio no organizado ubicado en el condado de Beltrami en el estado estadounidense de Minnesota. En el Censo de 2010 tenía una población de 14 habitantes y una densidad poblacional de 0,01 personas por km².

## Geografía
Upper Red Lake se encuentra ubicado en las coordenadas 48°13′4″N 95°4′21″O / 48.21778, -95.07250. Según la Oficina del Censo de los Estados Unidos, Upper Red Lake tiene una superficie total de 2184.98 km², de la cual 1799.17 km² corresponden a tierra firme y (17.66%) 385.8 km² es agua.

## Demografía
Según el censo de 2010, había 14 personas residiendo en Upper Red Lake. La densidad de población era de 0,01 hab./km². De los 14 habitantes, Upper Red Lake estaba compuesto por el 35.71% blancos, el 0% eran afroamericanos, el 57.14% eran amerindios, el 0% eran asiáticos, el 0% eran isleños del Pacífico, el 0% eran de otras razas y el 7.14% pertenecían a dos o más razas. Del total de la población el 0% eran hispanos o latinos de cualquier raza.